# Камінь-Каширська районна рада
Камінь-Каши́рська райо́нна ра́да — орган місцевого самоврядування Камінь-Каширського району Волинської області. Розміщується в місті Камінь-Каширський, котре є адміністративним центром Камінь-Каширського району.

## VII скликання

### Склад ради
Загальний склад ради: 34 депутати.
Виборчий бар'єр на чергових місцевих виборах 2015 року 25 жовтня 2015 року подолали місцеві організації восьми політичних партій. Було обрано 34 депутати. Кількість депутатських місць в розрізі політичних партій: БПП «Солідарність» — 10, УКРОП — 7, Всеукраїнське об'єднання «Батьківщина» — 6, Українська народна партія — 3, Республіканська платформа, Аграрна партія України, Всеукраїнське об'єднання «Свобода», Радикальна партія Олега Ляшка — по 2.

### Керівний склад
10 листопада 2015 року, на першій сесії Камінь-Каширської районної ради VII скликання, головою районної ради обрано депутата від БПП «Солідарність» Віктора Суса, котрий був головою ради попереднього скликання.